# 파주시장
파주시장은 경기도 파주시의 시장이다.

## 역대 파주군수
| 대수 | 군수           | 임기                                | 비고            |
| ---- | -------------- | ----------------------------------- | --------------- |
| 초대 | 강해승(姜海昇) | 1945년 8월 10일 ~ 1945년 10월 2일   | 경기도 파주군수 |
| 2대  | 오명근(吳明根) | 1945년 10월 2일 ~ 1946년 9월 18일   | 경기도 파주군수 |
| 3대  | 정계열         | 1946년 9월 19일 ~ 1947년 2월 28일   | 경기도 파주군수 |
| 4대  | 오명근         | 1947년 3월 1일 ~ 1948년 2월 14일    | 경기도 파주군수 |
| 5대  | 민태정         | 1948년 2월 15일 ~ 1948년 7월 4일    | 경기도 파주군수 |
| 6대  | 김건열         | 1948년 7월 5일 ~ 1949년 3월 9일     | 경기도 파주군수 |
| 7대  | 이동환         | 1949년 3월 10일 ~ 1950년 5월 11일   | 경기도 파주군수 |
| 8대  | 이석구         | 1950년 5월 12일 ~ 1953년 1월 14일   | 경기도 파주군수 |
| 9대  | 이종상         | 1953년 1월 15일 ~ 1954년 3월 14일   | 경기도 파주군수 |
| 10대 | 이의종         | 1954년 3월 15일 ~ 1956년 7월 18일   | 경기도 파주군수 |
| 11대 | 박유진         | 1956년 7월 19일 ~ 1960년 5월 22일   | 경기도 파주군수 |
| 12대 | 홍순항         | 1960년 5월 23일 ~ 1961년 11월 4일   | 경기도 파주군수 |
| 13대 | 이재덕         | 1961년 11월 5일 ~ 1962년 11월 1일   | 경기도 파주군수 |
| 14대 | 조남인         | 1962년 11월 2일 ~ 1963년 11월 21일  | 경기도 파주군수 |
| 15대 | 손수익         | 1963년 11월 22일 ~ 1964년 11월 30일 | 경기도 파주군수 |
| 16대 | 안제징         | 1964년 12월 1일 ~ 1966년 3월 18일   | 경기도 파주군수 |
| 17대 | 남상집         | 1966년 3월 19일 ~ 1967년 12월 9일   | 경기도 파주군수 |
| 18대 | 윤석범         | 1967년 12월 10일 ~ 1968년 9월 25일  | 경기도 파주군수 |
| 19대 | 윤기영         | 1968년 9월 26일 ~ 1970년 3월 2일    | 경기도 파주군수 |
| 20대 | 윤자순         | 1970년 3월 3일 ~ 1970년 8월 18일    | 경기도 파주군수 |
| 21대 | 박상필         | 1970년 8월 19일 ~ 1971년 8월 20일   | 경기도 파주군수 |
| 22대 | 우광선         | 1971년 8월 21일 ~ 1975년 9월 2일    | 경기도 파주군수 |
| 23대 | 강도희         | 1975년 9월 3일 ~ 1978년 8월 1일     | 경기도 파주군수 |
| 24대 | 민충근         | 1978년 8월 2일 ~ 1980년 4월 3일     | 경기도 파주군수 |
| 25대 | 권귀태         | 1980년 4월 4일 ~ 1981년 7월 5일     | 경기도 파주군수 |
| 26대 | 이승철         | 1981년 7월 6일 ~ 1982년 9월 17일    | 경기도 파주군수 |
| 27대 | 박계민         | 1982년 9월 18일 ~ 1983년 12월 26일  | 경기도 파주군수 |
| 28대 | 한인석         | 1983년 12월 27일 ~ 1986년 4월 6일   | 경기도 파주군수 |
| 29대 | 송은복         | 1986년 4월 7일 ~ 1986년 6월 24일    | 경기도 파주군수 |
| 30대 | 신중대         | 1986년 6월 25일 ~ 1987년 9월 1일    | 경기도 파주군수 |
| 31대 | 이동우         | 1987년 9월 2일 ~ 1988년 6월 1일     | 경기도 파주군수 |
| 32대 | 송달용         | 1988년 6월 2일 ~ 1988년 12월 3일    | 경기도 파주군수 |
| 33대 | 이찬영         | 1988년 12월 4일 ~ 1991년 7월 1일    | 경기도 파주군수 |
| 34대 | 홍종대         | 1991년 7월 2일 ~ 1993년 3월 2일     | 경기도 파주군수 |
| 35대 | 이무광         | 1993년 3월 3일 ~ 1994년 3월 2일     | 경기도 파주군수 |
| 36대 | 유희두         | 1994년 3월 3일 ~ 1994년 12월 31일   | 경기도 파주군수 |
| 37대 | 권두현         | 1995년 1월 1일 ~ 1995년 6월 30일    | 경기도 파주군수 |
| 38대 | 송달용         | 1995년 7월 1일 ~ 1996년 2월 29일    | 민선1기         |

## 역대 파주시장
| 대수     | 시장   | 임기                               | 비고                      |
| -------- | ------ | ---------------------------------- | ------------------------- |
| 39대     | 송달용 | 1996년 3월 1일 ~ 1998년 6월 30일   | 군수에서 유임(민주자유당) |
| 40대     | 송달용 | 1998년 7월 1일 ~ 2002년 6월 30일   | 민선2기(새정치국민회의)   |
| 41대     | 이준원 | 2002년 7월 1일 ~ 2004년 6월 4일    | 민선3기(한나라당)         |
| 권한대행 | 이우형 | 2004년 6월 5일 ~ 2004년 10월 31일  | 민선3기(한나라당)         |
| 42대     | 류화선 | 2004년 11월 1일 ~ 2006년 6월 30일  | 민선3기(한나라당)         |
| 43대     | 류화선 | 2006년 7월 1일 ~ 2010년 6월 30일   | 민선4기(한나라당)         |
| 44대     | 이인재 | 2010년 7월 1일 ~ 2014년 6월 30일   | 민선5기(민주당)           |
| 45대     | 이재홍 | 2014년 7월 1일 ~ 2017년 12월 12일  | 민선6기(새누리당)         |
| 권한대행 | 김준태 | 2017년 12월 13일 ~ 2018년 6월 30일 | 민선6기(새누리당)         |
| 46대     | 최종환 | 2018년 7월 1일 ~ 2022년 6월 30일   | 민선7기(더불어민주당)     |
| 47대     | 김경일 | 2022년 7월 1일 ~ 현재              | 민선8기(더불어민주당)     |

## 같이 보기
- 파주시장 선거